# NGC 3070
NGC 3070 je galaksija u zviježđu Lavu.

## Vanjske poveznice
- SEDS: NGC 3070